# 約翰·蘇利文 (外交官)
約翰·J·蘇利文（英語：John J. Sullivan，1959年11月20日—）是美國律師與政治人物，前任美國駐俄羅斯大使。共和黨黨員，曾於2017年－2019年擔任川普政府第一任期的副國務卿，並於2018年4月國務卿雷克斯·提勒森被解職後、邁克·蓬佩奧接任前短暫代理國務卿職務。
2019年10月，川普提名約翰·J·蘇利文擔任美國駐俄大使；12月12日，獲參議院以70-22的比數通過，2020年2月正式上任。

## 早年生活與教育
約翰·J·蘇利文於1959年出生於麻薩諸塞州波士顿，1977年畢業於沙勿略會教士中學 ，1981年自布朗大學獲文学学士學位（主修政治學），1985年自哥伦比亚大学 獲法律博士學位，期間擔任《哥伦比亚法律评论》期刊的書評編輯。畢業後他曾先後擔任美國聯邦第五巡迴上訴法院法官约翰·米诺·威斯多姆與美國最高法院大法官戴維·蘇特的助理。

## 職業生涯

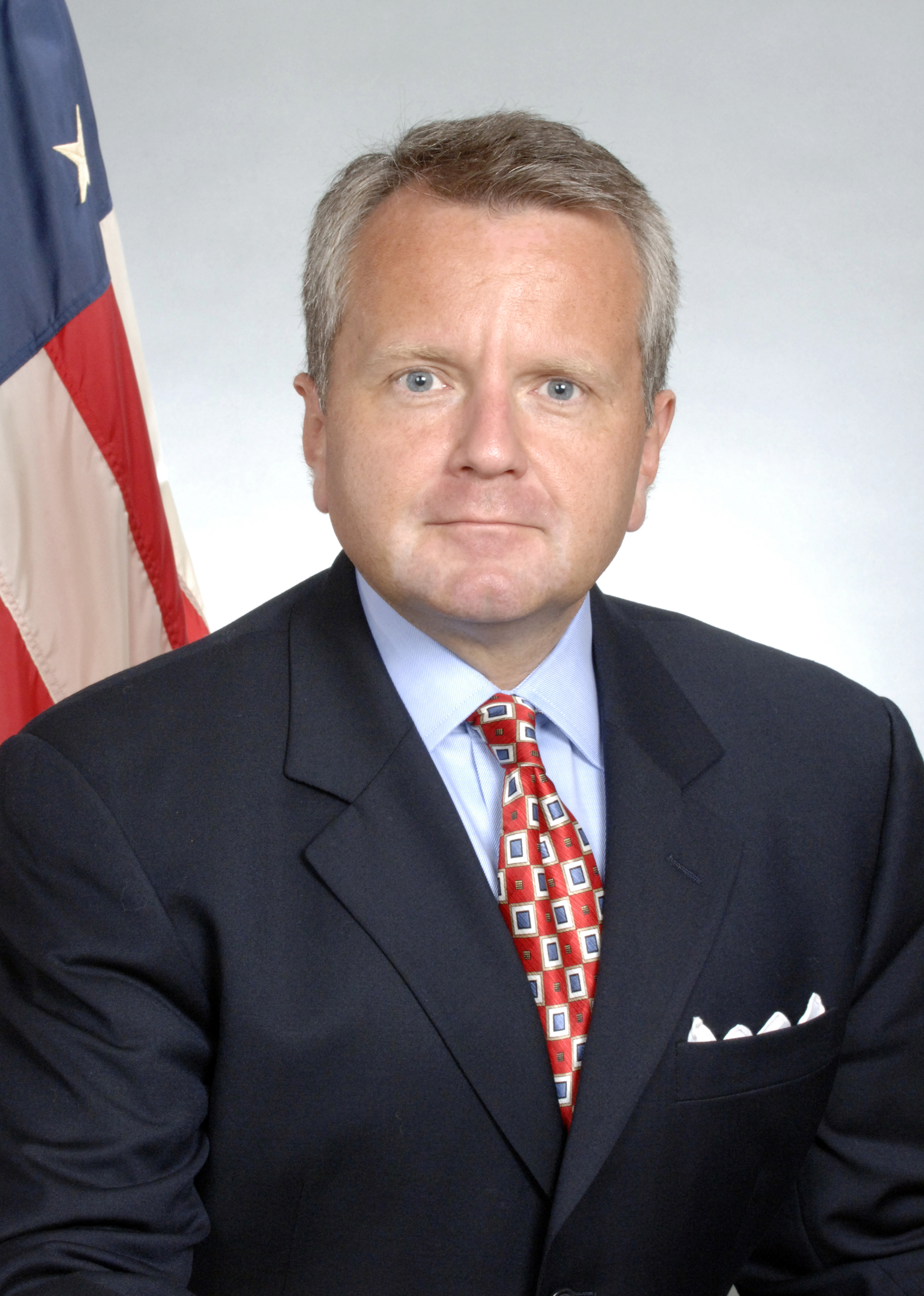
蘇利文任美國商務部法律顧問時的肖像

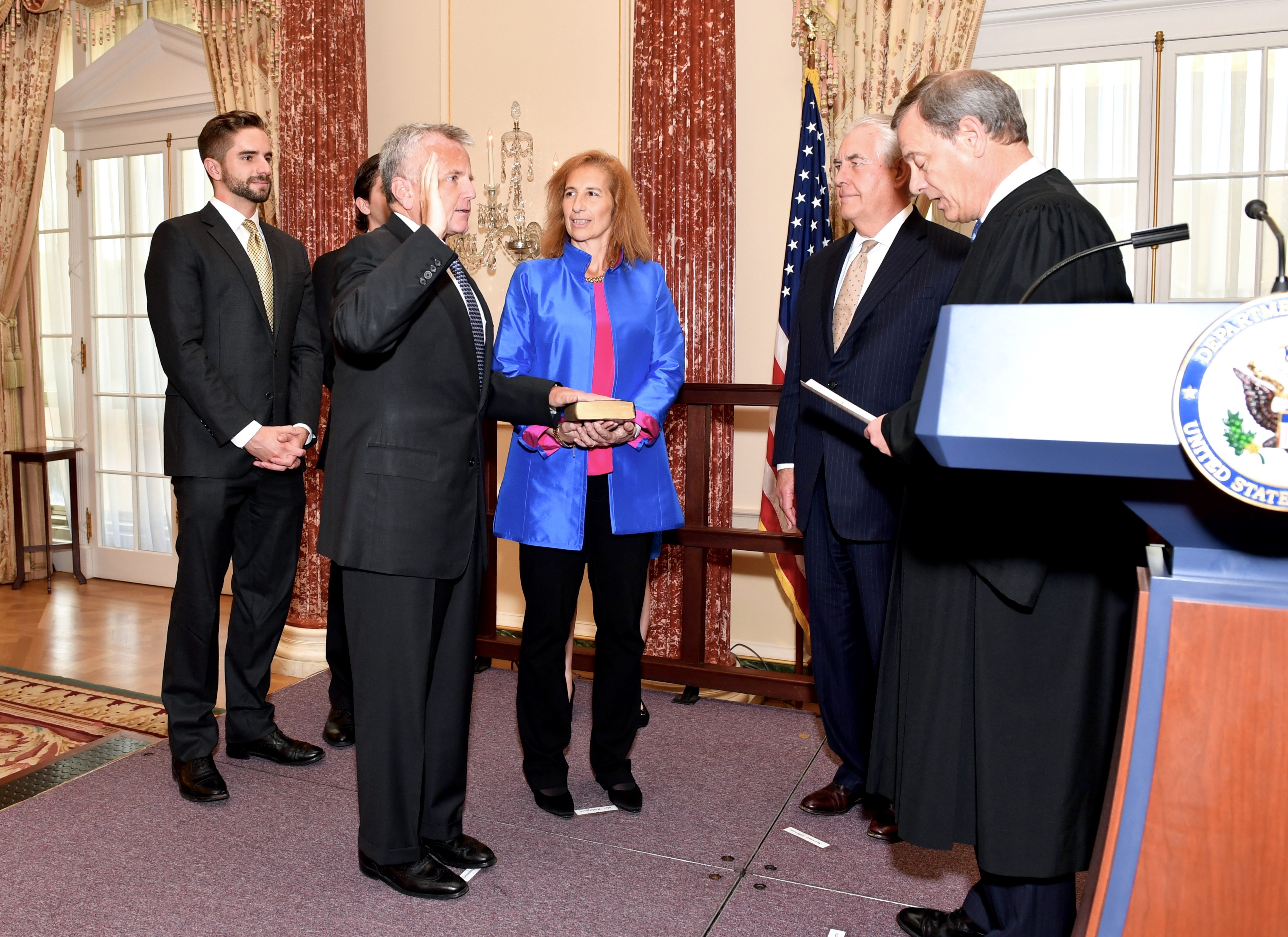
蘇利文宣誓就職美國副國務卿

1991年蘇利文入職美國司法部法律顧問辦公室，擔任助理部长約翰·路提格的顧問；翌年他在喬治·H·W·布希競選總統的團隊擔任副總法律顧問。1993年他加入美博律師事務所，主攻最高法院案件。
2004年，美國國防部長唐納·倫斯斐任命蘇利文擔任國防部的法律顧問，期間獲頒國防部傑出服務勳章，後改至商務部擔任法律顧問。2007年9月1日時任商務部副部長大卫·A·桑普森辭職，蘇利文代理部長職務，隨後總統喬治·W·布希提名他正式擔任此職，經參議院同意後於2008年3月14日宣誓就職。
2017年4月11日，總統唐納·川普提名蘇利文擔任美國副國務卿，於5月24日經參議院以94-6的比數表決通過上任。2019年10月11日川普提名蘇利文擔任美國駐俄大使，12月12日經參議院以70-22的比數通過。2021年乔·拜登上任總統時循例請蘇利文在過渡期暫時留任大使，其後有消息指出他繼續擔任駐俄大使。2022年9月4日，约翰·沙利文不再擔任美國駐俄羅斯大使並宣布退休。